# ごとそん
『ごとそん』は、後藤邑子3作目のアルバム。2010年1月13日にLantisより発売された。内容は、後藤が選曲したアニソンのカバーアルバムになっている。

## 収録曲
1. TOUGH BOY
作詞・作曲：TOM、編曲：うじきつよし・TOM
  - 北斗の拳2オープニングテーマ
2. ラムのラブソング
作詞：伊藤アキラ、作曲：小林泉美
  - うる星やつらオープニングテーマ
3. ガンモ・ドキッ!
作詞・作曲：森雪之丞
  - Gu-Guガンモオープニングテーマ
4. デリケートに好きして
作詞・作曲：古田喜昭
  - 魔法の天使クリィミーマミオープニングテーマ
5. 空へ…
作詞：佐藤ありす、作曲：岩崎琢
  - ロミオの青い空オープニング・テーマ
6. 恋の呪文はスキトキメキトキス
作詞：康珍化、作曲：小林泉美
  - さすがの猿飛オープニングテーマ
7. ストップ!! ひばりくん!
作詞：伊藤アキラ、作曲：小林泉美
  - ストップ!! ひばりくん!オープニングテーマ
8. Lはラブリー
作詞：伊藤アキラ、作曲：馬飼野康二
  - The・かぼちゃワインオープニングテーマ
9. ちょっと辛いあいつ
作詞：秋元康、作曲：長島ぜんじ
  - ハイスクール!奇面組5代目エンディングテーマ
10. ひとりぼっちのデュエット
  - タッチオープニングテーマ
11. 美しさは罪
  - パタリロ!エンディングテーマ
12. コブラ
  - スペースコブラオープニングテーマ
13. 聖闘士神話（ソルジャードリーム）
  - 聖闘士星矢オープニング・テーマ
14. Angel Night〜天使のいる場所〜
  - シティーハンター2オープニングテーマ
15. ごめんねカウボーイ
  - ついでにとんちんかんオープニングテーマ